# آکادمی موسیقی گوگوش
آکادمی موسیقی گوگوش یک برنامه تلویزیونی در شبکه ی منوتو برای یافتن استعدادهای ناشناخته موسیقی ایرانی با اجرای گوگوش و هومن خلعتبری و بابک سعیدی بود.

## شرکت در مسابقه
داوطلبان شرکت در برنامه آکادمی موسیقی گوگوش پس از نام‌نویسی اینترنتی در سایت این شبکه تلویزیونی باید ویدئوهای تولیدی خود را برای تلویزیون من و تو بفرستند.

## فصل اول
فصل اول این برنامه با انتخاب هر هشت شرکت‌کننده از بین چندین نفر در شهر لندن در کشور انگلستان آغاز شد، هشت نفر به نام‌های: سروش، کسری، فروغ، سارا، ارغوان، امیر، ارسلان و هاله که در پایان چندین مرحله سروش تهرانی برنده اولین دوره این مسابقه شد.

## فصل دوم
فصل دوم این مجموعه نیز همانند فصل اول در شهر لندن اجرا شد. از مهم‌ترین تفاوت‌های این دوره با دوره گذشته می‌توان به افزایش تعداد شرکت کننده‌ها از هشت به ده اشاره کرد. همچنین امسال این مسابقه در قسمت‌های اول تستی از تمامی شرکت کننده‌ها همانند برنامه امریکن آیدل به صعودکننده‌ها کارت طلایی داد و از بین آن‌ها ده نفر انتخاب شدند. پس از چندین مرحله مسابقه چهار نفر مهران آتش، آوا، ماهان معین و امیر افجار به فینال صعود کردند و پس از دو اجرا در مرحله نهایی مهران آتش برنده مسابقه شد.

## فصل سوم
فصل سوم این برنامه با انتخاب ۱۴ شرکت‌کننده از بین چندین نفر در شهر لندن در کشور انگلستان آغاز شد، ۱۴ نفر به نام‌های مجید، امیرحسین، امیربهمن، آدرین، احسان، آریا، کیان، شاهین، ارمیا، ندا، دلسا، هلن، روشنا و شهرزاد که در پایان چندین مرحله ارمیا برنده این دوره از مسابقه شد.

## انتقاد
مسابقات انتخاب استعدادهای برتر در این چند سالی که باب روز شبکه‌های تلویزیونی مختلف دنیا شده انتقادهایی را نیز به همراه داشته‌است. برای نمونه در آلمان تاکنون هیچ‌کدام از برندگان نتوانسته‌اند آنچنان که باید وجهه‌ای بین‌المللی به دست آورند و تنها در میان هواداران آلمانی‌شان شناخته شده هستند.
منتقدان همواره بر این نکته تأکید می‌کنند که برندگان چنین مسابقاتی به صرف برگزیده شدن توسط مردم نمی‌توانند «ستاره» باشند، چون برای ستاره شدن نه تنها صدا بلکه رفتار یا طرز لباس پوشیدن نیز نقشی پررنگ بازی می‌کند. تهیه‌کنندگان برنامه «آکادمی موسیقی گوگوش» می‌گویند این‌ها مواردی هستند که به شرکت‌کنندگان آموزش داده می‌شوند. علاوه بر آن برندهٔ نهایی جایزهٔ نقدی را دریافت می‌کند تا با آن بتواند فعالیت‌های هنری آتی خود را پایه‌ریزی کند و به این ترتیب کار خود را با پشتوانهٔ مالی آغاز کند که مبلغی حدود ده هزار دلار خواهد بود. این مبلغ در سری سوم این برنامه به ۲۵ هزار دلار افزایش یافت. در طول پخش برنامه نیز، به گفتهٔ تولیدکنندگان، قرار است شرکت‌کنندگان هدایای غافل گیرانه‌ای دریافت کنند.